# Julio César Corniel Amaro

Wappen von Julio César Corniel Amaro

Julio César Corniel Amaro (* 28. September 1958 in Bodita, Dominikanische Republik) ist ein dominikanischer Geistlicher und Bischof von Puerto Plata.

## Leben
Julio César Corniel Amaro empfing am 21. Juni 1986 das Sakrament der Priesterweihe.
Am 31. Mai 2005 ernannte ihn Papst Benedikt XVI. zum Bischof von Puerto Plata. Der Erzbischof von Santo Domingo, Nicolás de Jesús Kardinal López Rodríguez, spendete ihm am 16. Juli desselben Jahres die Bischofsweihe; Mitkonsekratoren waren der Erzbischof von Santiago de los Caballeros, Ramón Benito de La Rosa y Carpio, und der Bischof von San Francisco de Macorís, Jesús María de Jesús Moya.